# La Chapelle-sur-Aveyron
Pour les articles homonymes, voir La Chapelle.
La Chapelle-sur-Aveyron est une commune française, située dans le département du Loiret en région Centre-Val de Loire.

## Géographie

### Localisation et communes limitrophes

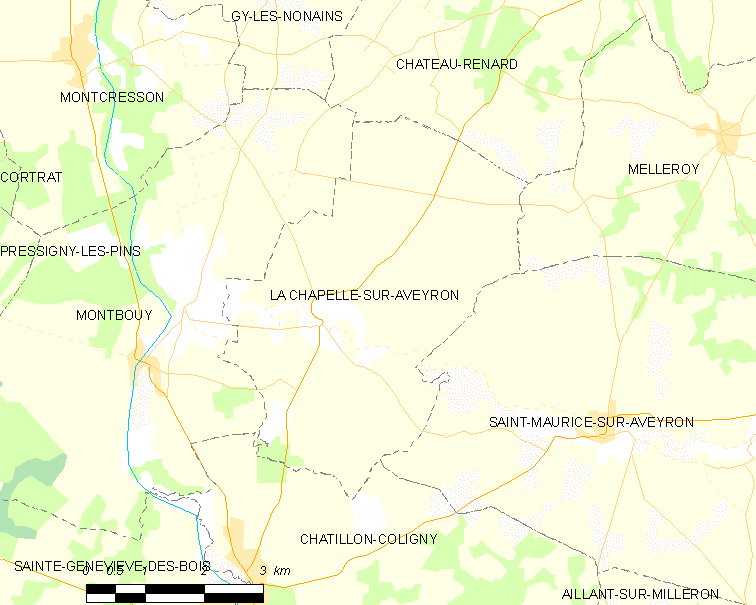
Carte de la commune de La Chapelle-sur-Aveyron et des communes limitrophes.

La commune de La Chapelle-sur-Aveyron se trouve extrême-est du département du Loiret, dans la région agricole du Gâtinais pauvre. À vol d'oiseau, elle se situe à 71,4 km de sa préfecture Orléans, 17,1 km de Montargis, sous-préfecture, et à 5,2 km de Châtillon-Coligny, ancien chef-lieu du canton dont dépendait la commune avant mars 2015. La commune fait partie du bassin de vie de Châtillon-Coligny.
Les communes les plus proches sont : Montbouy (3,3 km), Saint-Maurice-sur-Aveyron (5 km), Châtillon-Coligny (5,2 km), Sainte-Geneviève-des-Bois (6,2 km), Montcresson (6,2 km), Melleroy (7,4 km), Cortrat (8 km), Pressigny-les-Pins (8,5 km), Gy-les-Nonains (8,9 km) et Château-Renard (8,9 km).

### Routes et transports
La Chapelle se trouve sur la D 37 qui relie Château-Renard au nord-est et Châtillon-Coligny au sud.

La D 317 traverse le bourg et la commune dans le sens NO-SE, reliant Saint-Maurice-sur-Aveyron et Le Charme au sud-est avec Montcresson et Montargis au nord-ouest.

### Géologie et relief

#### Géologie
La commune se situe dans le sud du Bassin parisien, le plus grand des trois bassins sédimentaires français. Cette vaste dépression, occupée dans le passé par des mers peu profondes et des lacs, a été comblée, au fur et à mesure que son socle s’affaissait, par des sables et des argiles, issus de l’érosion des reliefs alentours, ainsi que des calcaires d’origine biologique, formant ainsi une succession de couches géologiques.
Les couches affleurantes sur le territoire communal sont constituées de formations superficielles du Quaternaire et de roches sédimentaires datant du Cénozoïque, l'ère géologique la plus récente sur l'échelle des temps géologiques, débutant il y a 66 millions d'années, et du Mésozoïque, anciennement appelé Ère secondaire, qui s'étend de −252,2 à −66,0 Ma. La formation la plus ancienne est de la craie blanche à silex remontant à la période Crétacé. La formation la plus récente est des alluvions récentes des lits mineurs remontant à l’époque Holocène de la période Quaternaire. Le descriptif de ces couches est détaillé dans  les feuilles « n°365 - Montargis » et « n°366 - Courtenay » de la carte géologique au 1/50 000ème du département du Loiret, et leurs notices associées,.

Carte géologique de la commune

|  | Fz : | alluvions récentes des lits mineurs, Holocène                     |
|  | FC : | alluvions et colluvions du fond des vallées secondaires, Holocène |

|  | qCS : | colluvions à silex de versant, Quaternaires |
|  | qOE : | Limons et Loess, Quaternaire                |

|  | g1CEt : | calcaire d'Étampes, Stampien supérieur |

|  | e4PN : | poudingue de Nemours, Paléocène-Éocène inférieur |

|  | e1-4Rc : | complexe argilo-sableux à silex = argiles à silex, Paléocène-Éocène inférieur |

|  | c4Cr : | craie blanche à silex, Santonien |
|  | c3Cr : | craie blanche à silex, Coniacien |

#### Relief
La superficie cadastrale de la commune publiée par l’Insee, qui sert de références dans toutes les statistiques, est de 19,03 km2,. La superficie géographique, issue de la BD Topo, composante du Référentiel à grande échelle produit par l'IGN, est quant à elle de 19 km2. L'altitude du territoire varie entre 114 m et 182 m.

### Hydrographie
L'Aveyron, sous-affluent de la Seine par le Loing, traverse la commune d'est en ouest.
Le ru Simon, venant du Châtillon-Coligny et entrant sur la commune par la pointe sud, sert de limite de commune au sud et au sud-ouest sur les 4 030 m son trajet sur le territoire, sauf pour 270 m lorsqu'il traverse la pièce d'eau du château du Puyseau, qui se trouve sur une enclave du territoire de Montbouy - le château, lui, est sur la Chapelle.

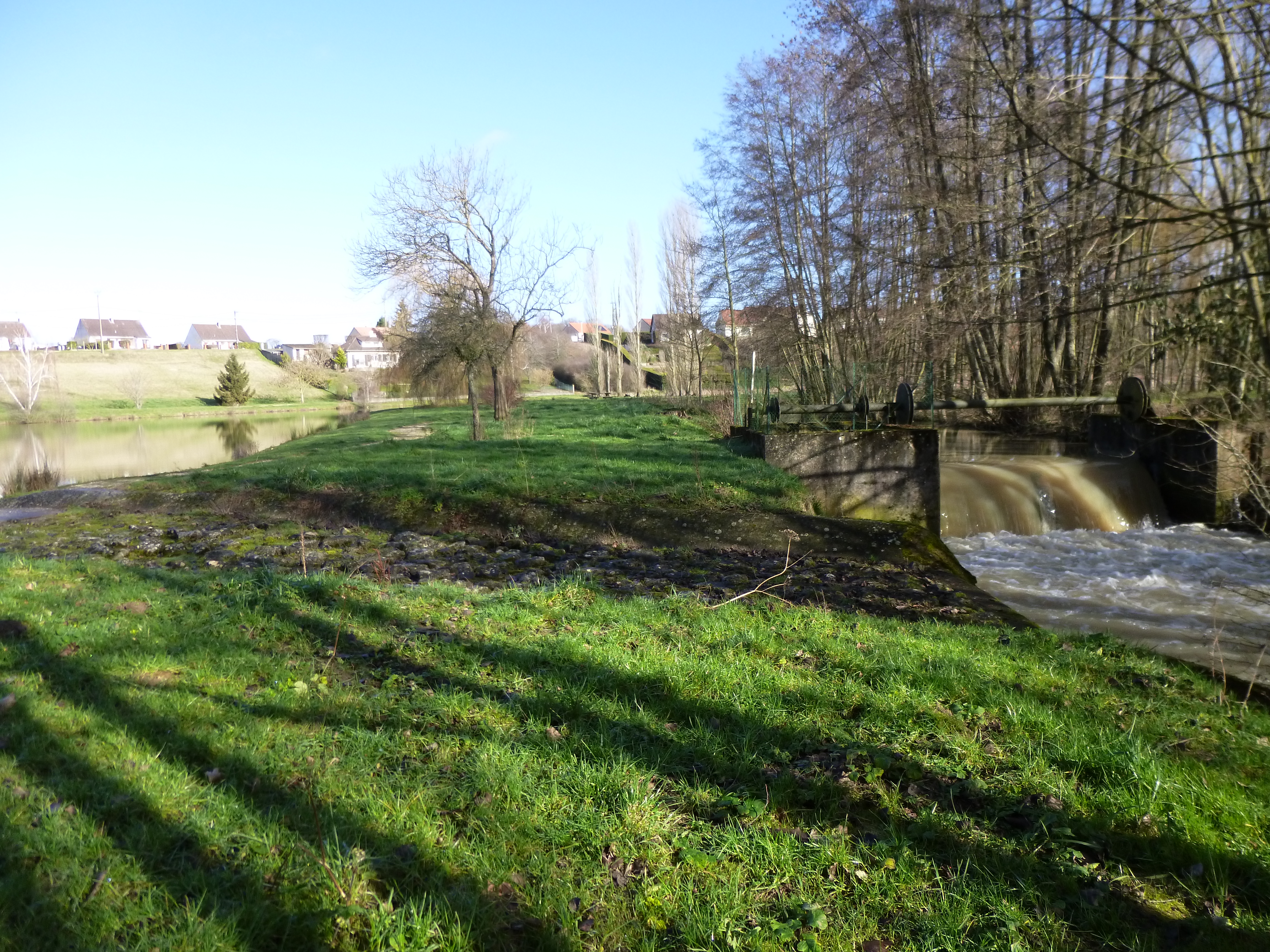
L'Aveyron à l'étang communal.
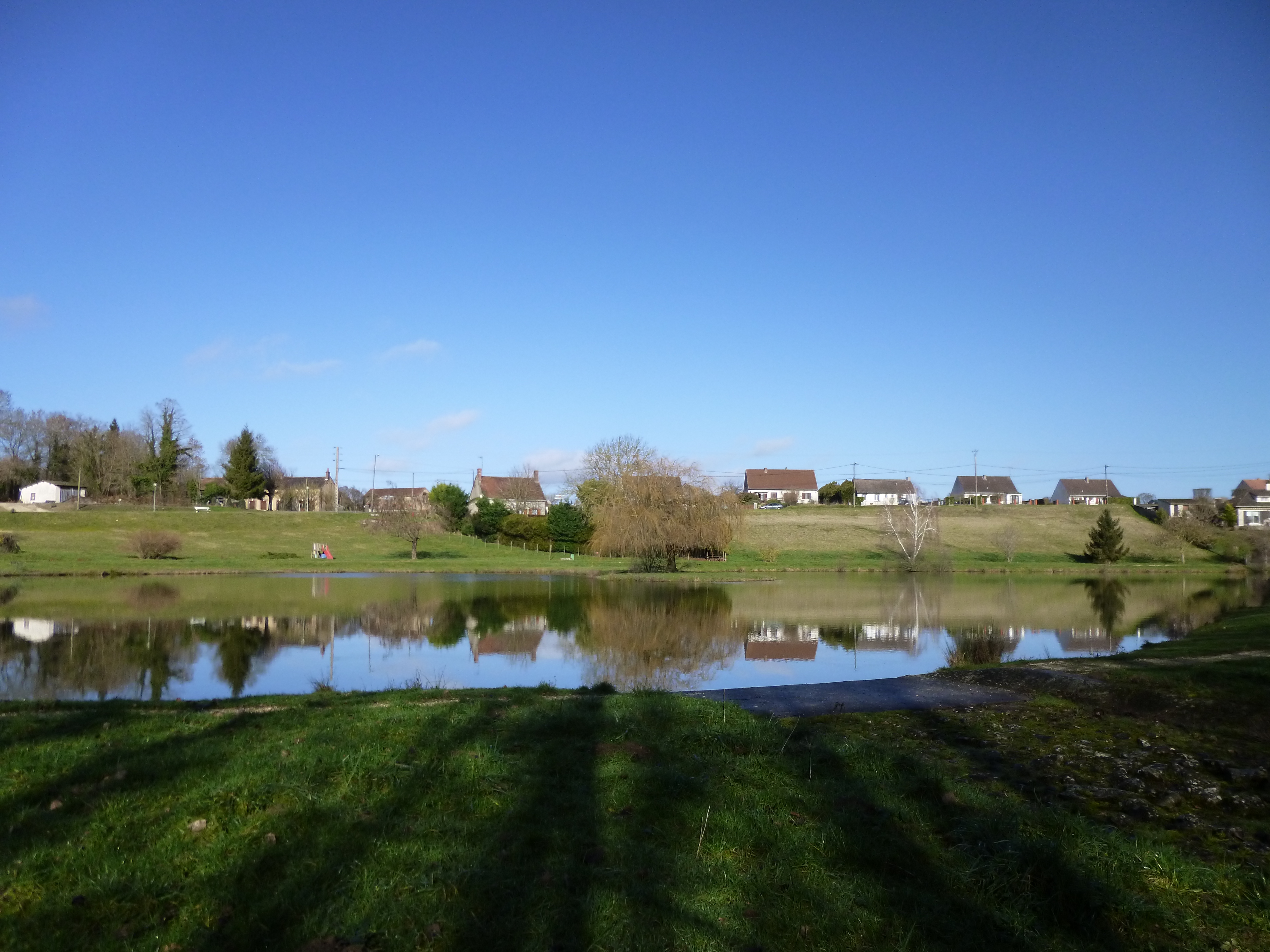
L'étang communal.
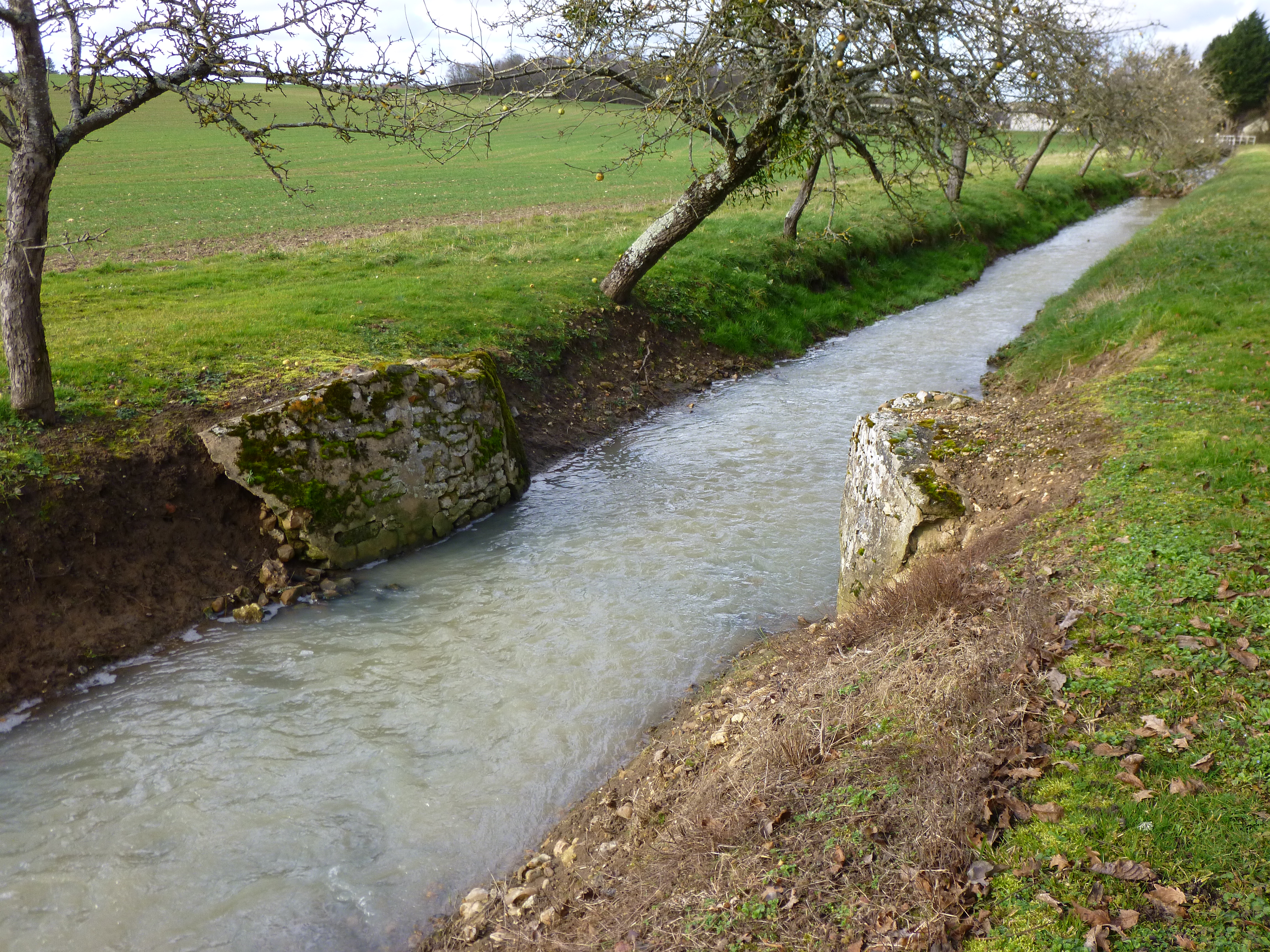
Le ru Simon en bordure de commune : Montbouy à gauche, La Chapelle à droite.

### Environnement

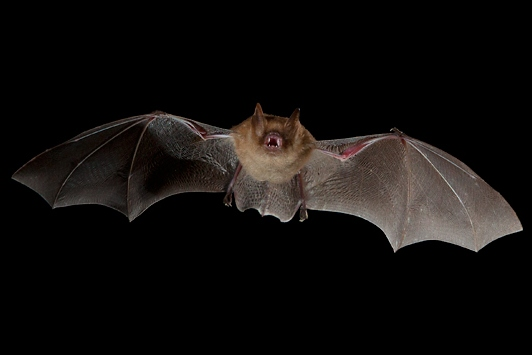
vespertilion à oreilles échancrées.

Trois marnières abritant quatre espèces de chauve-souris, ont été repérées sur la commune. La plus grande des trois cavités, une excavation de 30 m sur 40 m, abrite la plus importante concentration de vespertilions à oreilles échancrées dans le Loiret. Le grand rhinolophe (population diminuant, seulement 3 individus vus en 2005), le vespertilion de Bechstein et le grand murin sont également présents. Un coin du site est estimé particulièrement propice à l'hibernation de barbastelles mais cette espèce n'y a été vue qu'une fois, en 2004. Le site est groupé avec cinq autres sites du Loiret, regroupant huit marnières souterraines classées ensemble comme Zone Spéciale de Conservation, le tout intégré au réseau Natura 2000,.

### Écarts et lieux-dits

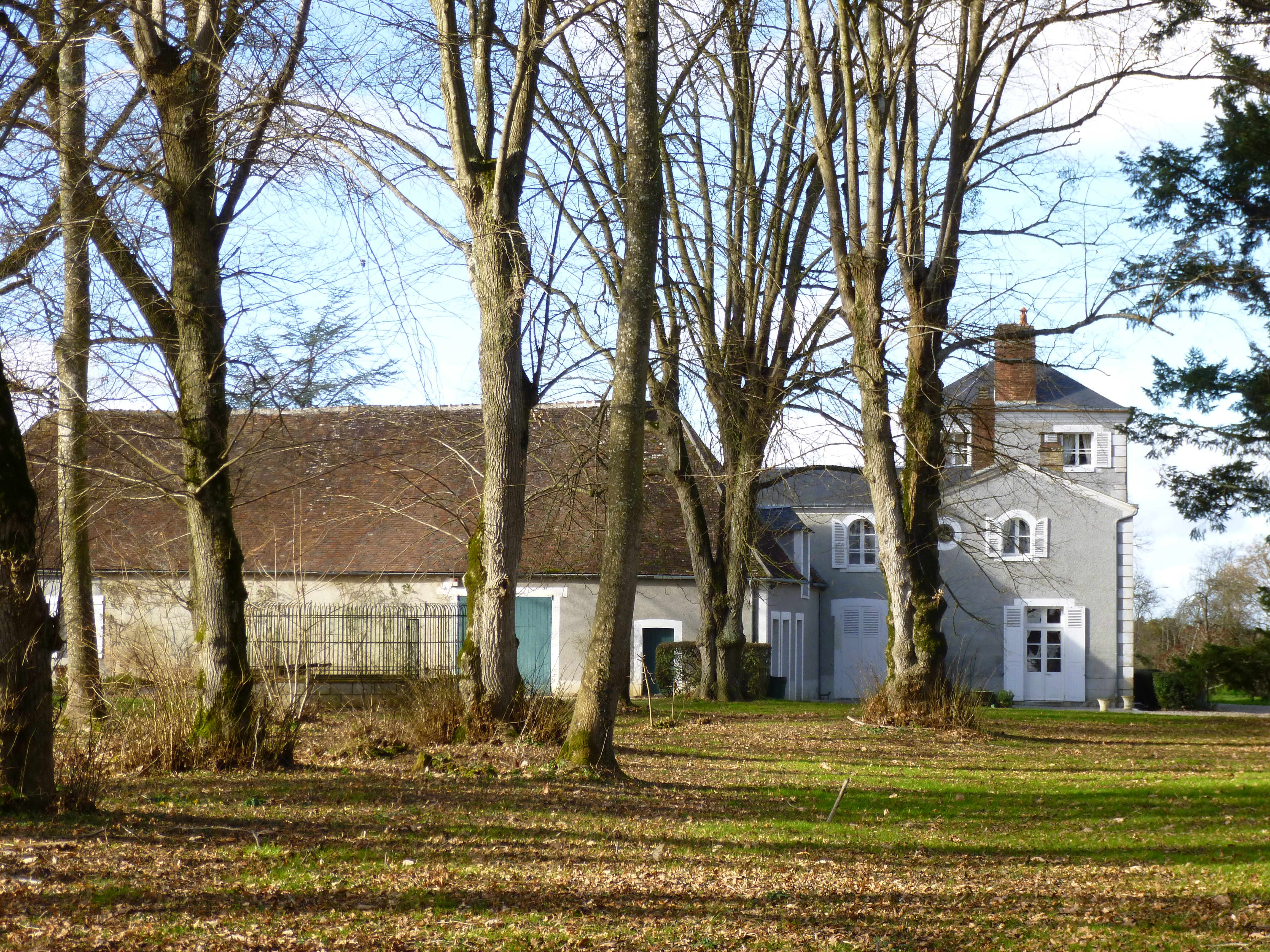
Le château des Ballus.

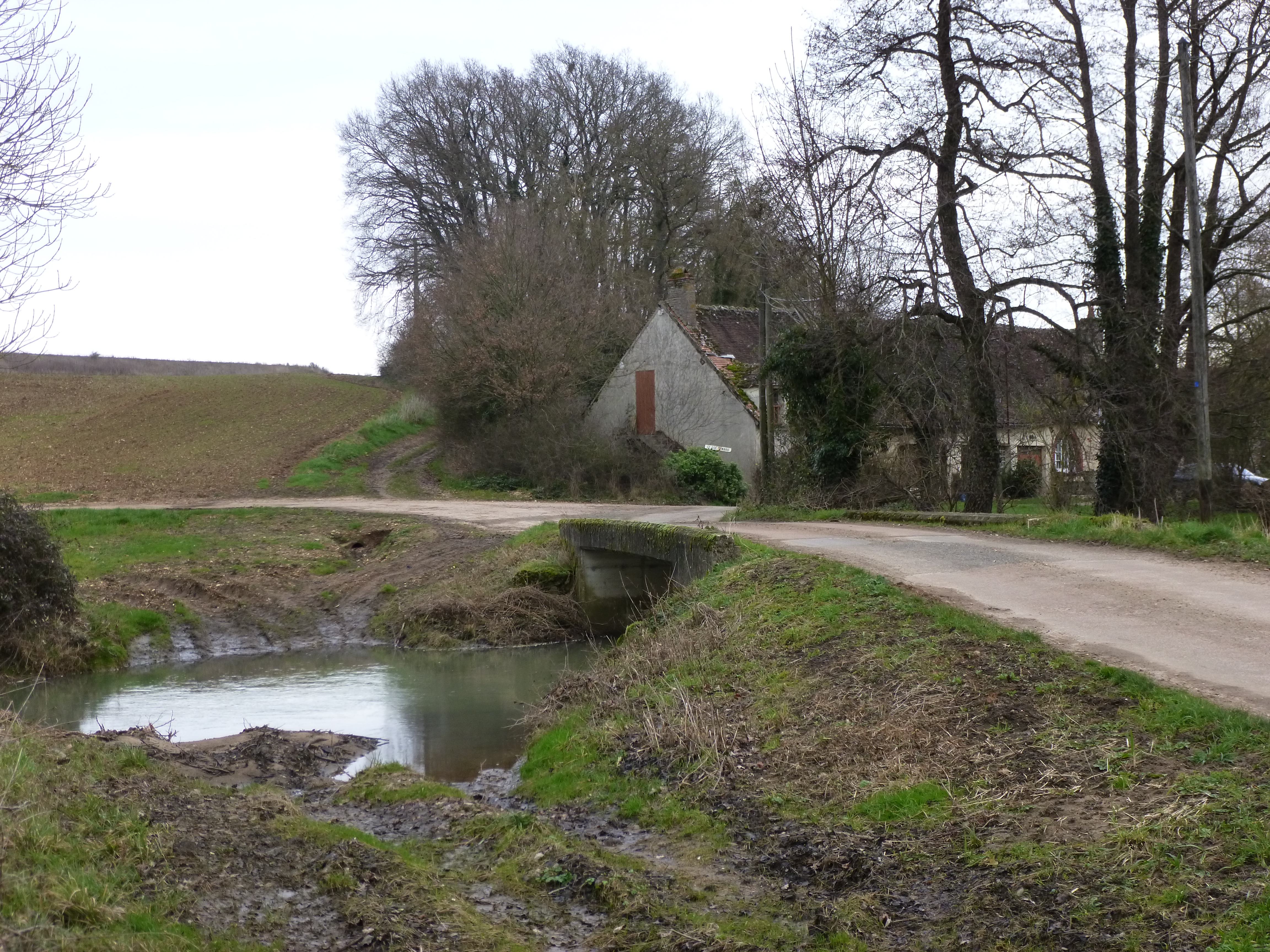
Gué Pinard : gauche et droite de la route de ce côté du pont, la Chapelle ; la maison est sur Saint-Maurice.

Les lieux-dits suivis d'une astérisque sont situés à l'écart de la route indiquée.
B
- Les Ballus,		route de Montbouy
- Le Bois Cornu,		chemin des Bois Cornus
- La Bonde,		        route de Château-Renard (D 37)
- Les Bourbons*,            route de Château-Renard (D 37)
- Les Bouthilliers*,        route de Saint-Maurice

C
- Les Chamaillards,		route de Château-Renard (D 37)
- La Clefs des Champs,		rue Saint Roch
- Le Chênoi*,		route de Château-Renard (D 37)
- Le Cormier*,		route de Châtillon (D 37)
- Le Cormier Billon,	route de Château-Renard (D 37)
- Coursaguin*,		route de Montbouy

D
- Le Désert,                rue du Désert
- Les Diguets*,		route de Châtillon (D 37)
- Les Douards,	        route de Château-Renard (D 37)
- Les Duchés*,	        route de Montcresson (D 317)

F
- La Folie*,	        route de Château-Renard (D 37)

G
- Les Gentenons*,		route de Châtillon (D 37)
- Les Gillets,              route de Saint-Maurice (D 317)
- La Gravière,              route de Château-Renard (D 37)
- Les Guénichauds*,		route de Saint-Maurice (D 317)
- Les Guenins,		route de Château-Renard (D 37)

J
- Les Jarrois*,             route de Château-Renard (D 37)
- Jolibois,                 route de Château-Renard (D 37)

L
- Les Légers*,	        route de Château-Renard (D 37
- LeGrand Leu*,             route de Château-Renard (D 37)

M
- Les Petites Maisons*,     route de Château-Renard (D 37)
- Les Moulletans*,          route de Château-Renard (D 37)

P
- Les Paillasses,		route de Château-Renard (D 37)
- Les Pichots,		route de Montbouy
- Château du Puyseau*,      route de Châtillon (D 37)

R
- La Ratière*,              r de Château-Renard (D 37)
- Les Renards*,             route de Château-Renard (D 37)
- Les Renondons,            chemin du gué Pinard
- Rougy,                    chemin du gué Pinard

S
- Le Soy,                   rue du Désert

T
- Les Tenons,               route de Saint-Maurice (D 317)

## Toponymie
Aveyron est issu d'une déformation de Laveron.
Aveyron est d'origine celte, où  « avarona » signifie  « petite rivière » ; le proto-celtique donne  pour le mot rivière « awarā ». 

Au XIIe siècle, la rivière portait le nom de « Lavion ». L'orthographe « Averon », attestée au moins depuis le début du XVIIe siècle, persiste jusque vers la fin du XVIIIe siècle. En 1793, le nom de la commune est orthographié La Chapelle-sur-Averon, de même que sur la carte de Cassini (XVIIIe siècle).

## Histoire

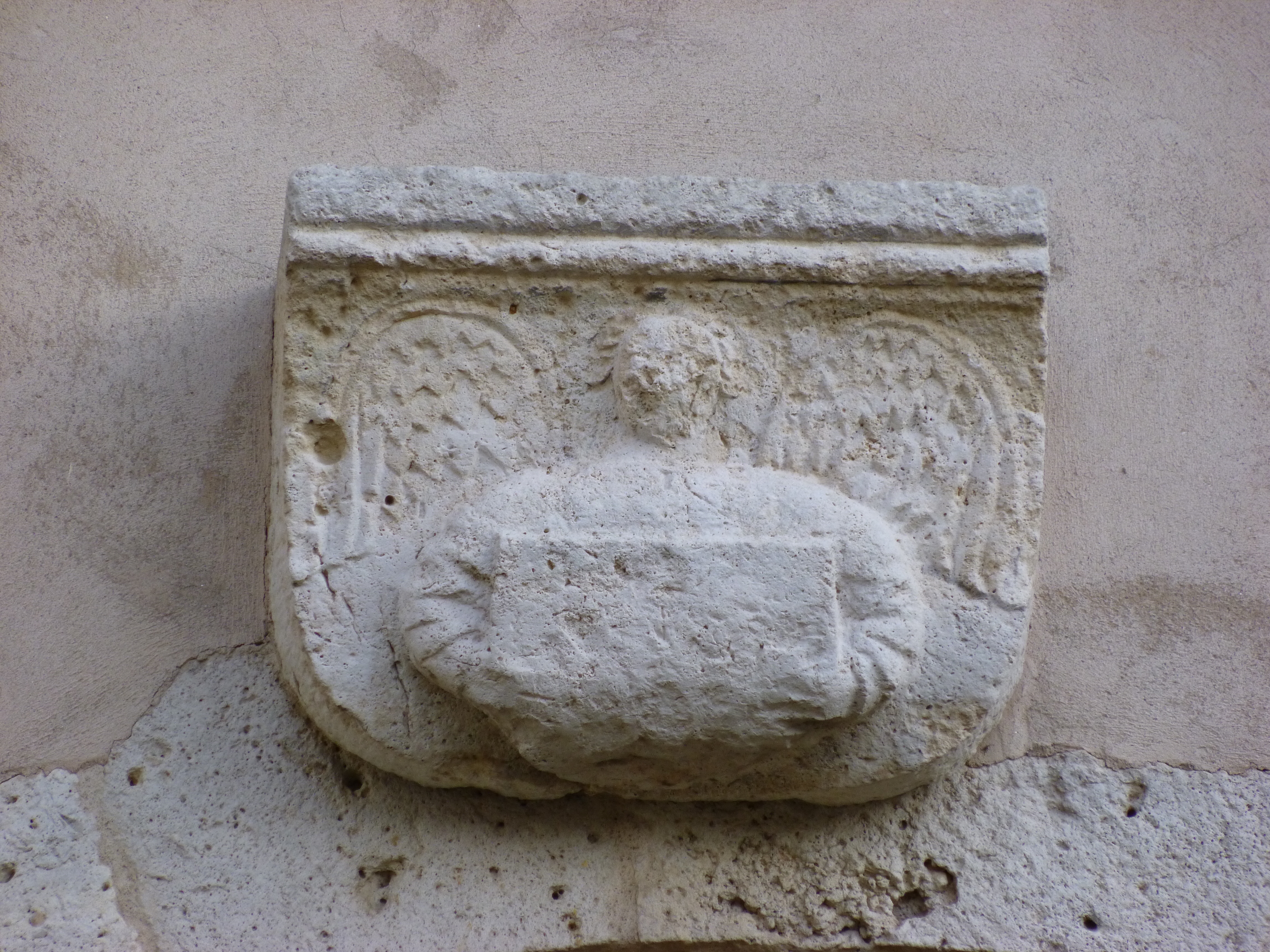
Ange sculpté
tympan du porche de l'église.

Au XVIIIe siècle le seigneur du lieu était le duc de Luxembourg.[réf. nécessaire]

### Héraldique
| Blason de La_Chapelle-sur-Aveyron | Les armes de La Chapelle-sur-Aveyron se blasonnent ainsi : D’or à une croix d'azur chargée d'une aigle d'or et cantonnée de quatre boucles de gueules. |

Ce blasonnement a été adopté le 25 juin 2008. L'aigle fait référence au duché de Châtillon-sur-Loing et à la famille de Coligny ; les boucles de ceinture rappellent la famille Ozon. L'azur du fond représente l'Aveyron qui traverse la commune. La composition générale de l'écu rappelle celui de Pierre de Maridot, curé de La Chapelle-sur-Aveyron au tournant du XVIIIe siècle, et qui a fait construire le presbytère et l'autel de marbre dans l'église ; puis a légué par testament des fonds pour l'appointement d'un vicaire, d'un maître d'école et d'une institutrice, et le reste de ses biens aux pauvres.

### Climat
Pour des articles plus généraux, voir Climat du Centre-Val de Loire et Climat du Loiret.
En 2010, le climat de la commune est de type climat océanique dégradé des plaines du Centre et du Nord, selon une étude du CNRS s'appuyant sur une série de données couvrant la période 1971-2000. En 2020, Météo-France publie une typologie des climats de la France métropolitaine dans laquelle la commune est exposée à un climat océanique altéré et est dans une zone de transition entre les régions climatiques « Nord-est du bassin Parisien » et « Centre et contreforts nord du Massif Central ».
Pour la période 1971-2000, la température annuelle moyenne est de 10,8 °C, avec une amplitude thermique annuelle de 15,7 °C. Le cumul annuel moyen de précipitations est de 687 mm, avec 11,2 jours de précipitations en janvier et 6,9 jours en juillet. Pour la période 1991-2020, la température moyenne annuelle observée sur la station météorologique de Météo-France la plus proche, sur la commune de Nogent-sur-Vernisson à 9 km à vol d'oiseau, est de 11,7 °C et le cumul annuel moyen de précipitations est de 738,5 mm,. Pour l'avenir, les paramètres climatiques de la commune estimés pour 2050 selon différents scénarios d'émission de gaz à effet de serre sont consultables sur un site dédié publié par Météo-France en novembre 2022.

## Urbanisme

### Typologie
Au 1er janvier 2024, La Chapelle-sur-Aveyron est catégorisée commune rurale à habitat dispersé, selon la nouvelle grille communale de densité à sept niveaux définie par l'Insee en 2022.
Elle est située hors unité urbaine et hors attraction des villes,.

### Occupation des sols
L'occupation des sols de la commune, telle qu'elle ressort de la base de données européenne d’occupation biophysique des sols Corine Land Cover (CLC), est marquée par l'importance des territoires agricoles (96,8 % en 2018), en diminution par rapport à 1990 (99,1 %). La répartition détaillée en 2018 est la suivante : 
terres arables (90,3 %), prairies (4,8 %), zones urbanisées (2,3 %), zones agricoles hétérogènes (1,8 %), forêts (0,9 %).
L'IGN met par ailleurs à disposition un outil en ligne permettant de comparer l’évolution dans le temps de l’occupation des sols de la commune (ou de territoires à des échelles différentes). Plusieurs époques sont accessibles sous forme de cartes ou photos aériennes : la carte de Cassini (XVIIIe siècle), la carte d'état-major (1820-1866) et la période actuelle (1950 à aujourd'hui).

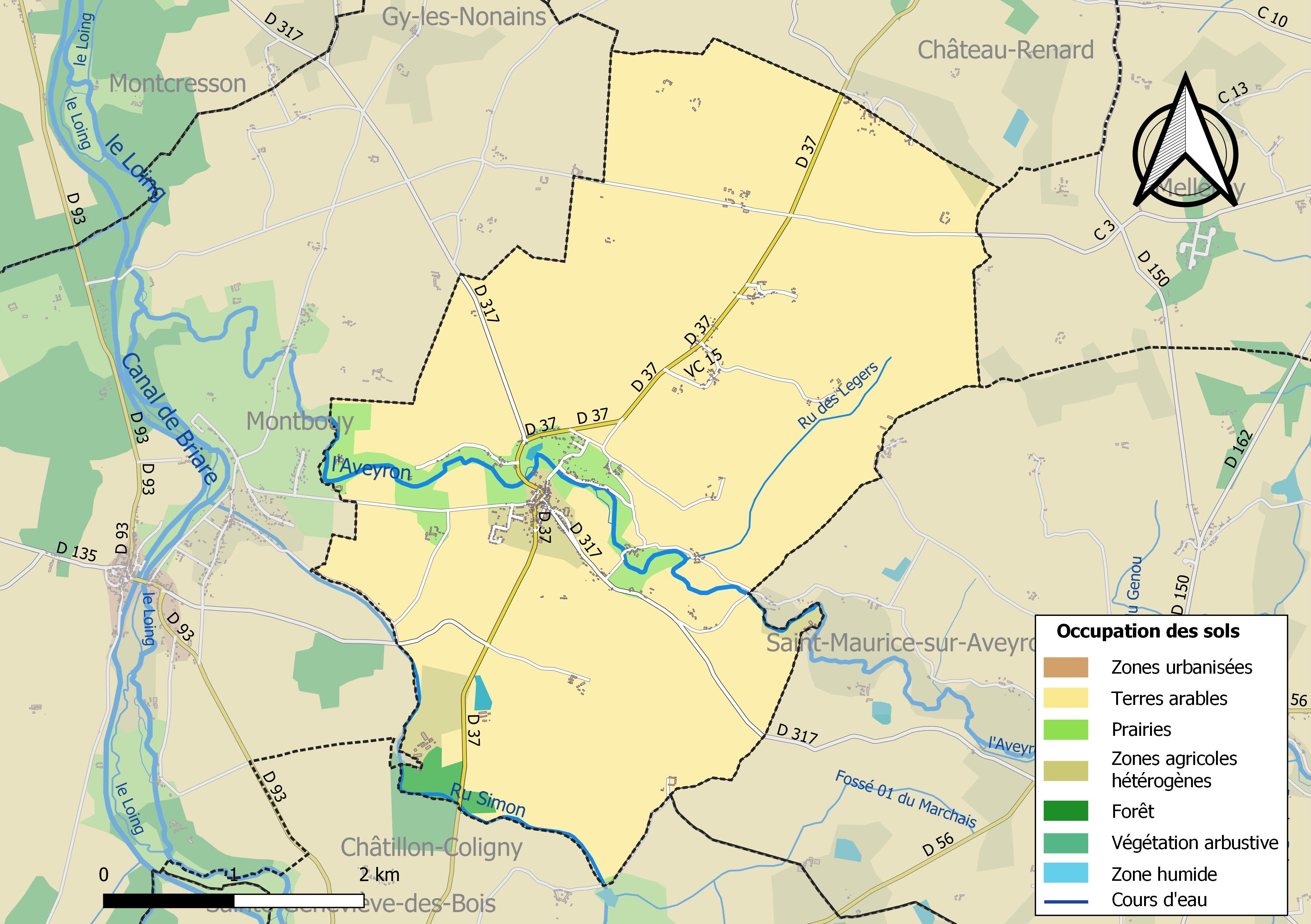
Carte des infrastructures et de l'occupation des sols de la commune en 2018 (CLC).
Carte orthophotographique de la commune en 2016.

### Planification

#### Carte communale
Le conseil municipal prescrit l'élaboration d'une carte communale le 3 juillet 2003. Après une enquête publique qui se déroule en juillet 2005, le document est approuvé le 24 mars 2006.

#### Documents sura-communaux
La carte communale doit être compatible avec le SCoT du Montargois en Gâtinais arrêté le 6 juin 2016 qui lui-même doit être compatible avec différents documents de portée supérieure comme le SDAGE Seine-Normandie 2016-2021 adopté le 5 novembre 2015, le schéma d'aménagement et de gestion des eaux  (SAGE) "Nappe de Beauce" approuvé le 11 juin 2013, le plan de gestion des risques d'inondation du bassin Seine-Normandie approuvé le 7 décembre 2015, Le schéma régional d'aménagement et de développement durable du territoire (SRADDT) de la région Centre–Val de Loire approuvé le 15 décembre 2011, le schéma départemental des carrières du Loiret approuvé le 17 janvier 2000, le plan départemental d'élimination des déchets ménagers et assimilés (PDEDMA) du Loiret approuvé le 18 février 1997. A terme, le SCoT devra aussi être compatible avec le schéma régional d'aménagement, de développement durable et d'égalité des territoires prévu par la loi NOTRe du 7 août 2015.
Le Schéma de Cohérence Territoriale (SCoT) est un document d’urbanisme qui permet la mise en œuvre d’une véritable stratégie de développement territoriale à l’échelle d’un bassin de vie. Il fixe les orientations fondamentales de l’organisation et de l’évolution d’un territoire sur une période de 15 à 20 ans. Le SCoT du Montargois en Gâtinais a été créé par arrêté préfectoral le 22 août 2011. Il regroupe 85 communes dont La Chapelle-sur-Aveyron. Après une phase d'élaboration du diagnostic territorial de septembre 2013 à juin 2014, puis du Projet d’Aménagement et de Développement Durable (PADD) jusqu'en septembre 2015 et du Document d’Orientations et d’Objectifs (DOO) jusqu'en février 2016, le projet de SCoT a été arrêté le 6 juin 2016.

### Voies de communication et transports

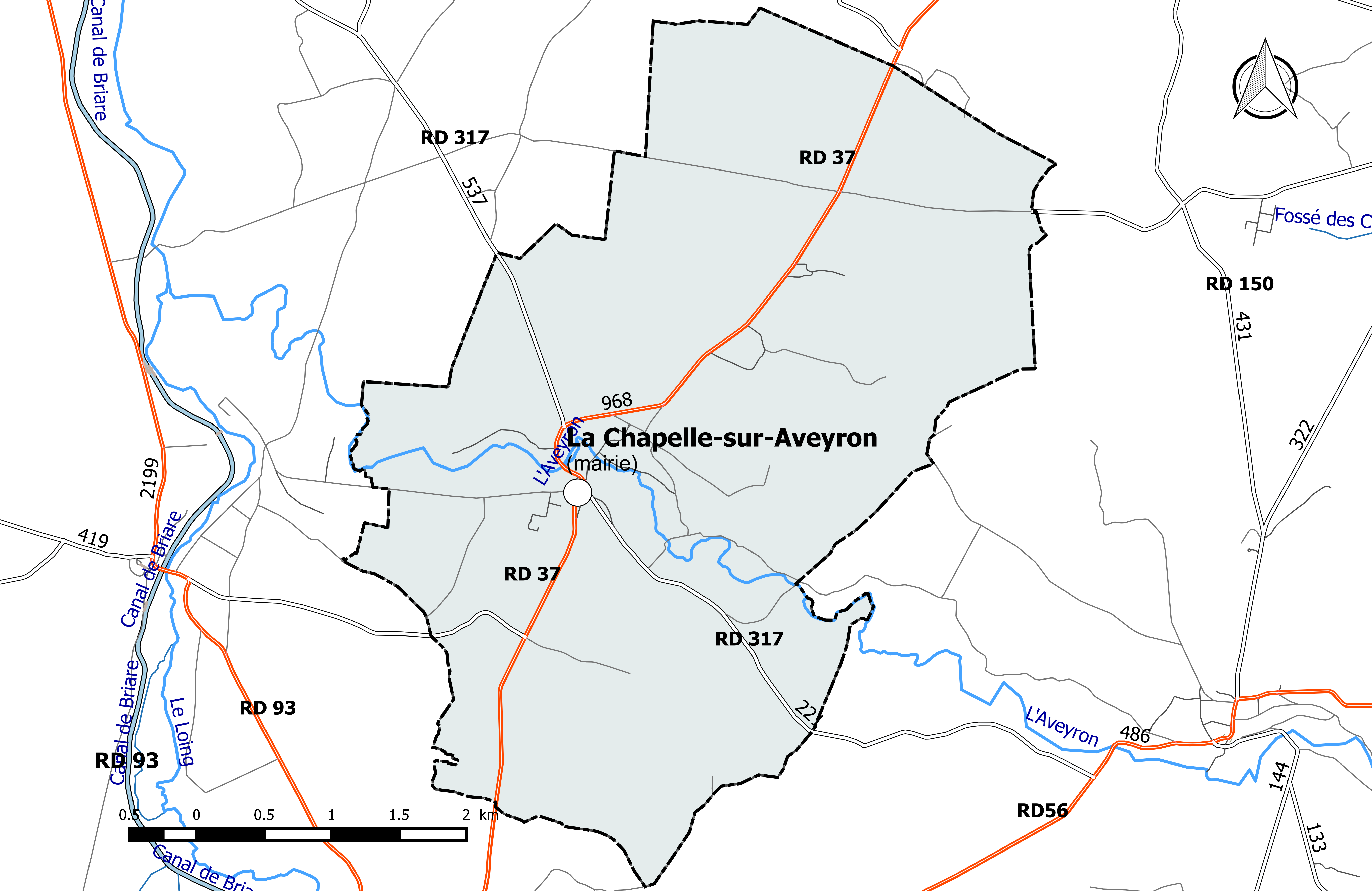
Réseau routier principal de la commune de La Chapelle-sur-Aveyron (avec indication du trafic routier 2014).

#### Infrastructures routières
La commune est traversée par deux routes départementales à faible trafic : la RD 37 (968 véhicules/jour), qui relie Châtillon-Coligny à Saint-Hilaire-les-Andrésis, et la RD 317 (221 véhicules/jour), qui relie Montcresson à Le Charme. Complétant ces voies, la commune est sillonnée de plusieurs voies communales et chemins ruraux desservant ses fermes et hameaux et les bourgs environnants.

#### Transports en commun
En 2016, la commune est desservie par la ligne 15 du réseau Ulys, le réseau interurbain de transport par autocar du Conseil départemental du Loiret qui relie Châtillon-sur-Loire - Montbouy - Montargis. Des correspondances SNCF sont assurées dans la gare de Montargis. À compter du 1er janvier 2017, la compétence des services de transports routiers interurbains, réguliers et à la demande est transférée des départements aux régions, et donc localement du département du Loiret à la région Centre-Val de Loire, consécutivement à la loi NOTRe du 7 août 2015.

### Risques naturels et technologiques
La commune de la Chapelle-sur-Aveyron est vulnérable à différents aléas naturels : climatiques (hiver exceptionnel ou canicule), mouvements de terrain ou sismique (sismicité très faible). 
Entre 1989 et 2019, un arrêté ministériel ayant porté reconnaissance de catastrophe naturelle a été pris pour le territoire de la commune  pour des inondations et coulées de boue.
Le territoire de la commune peut être concerné par un risque d'effondrement de cavités souterraines non connues. Une cartographie départementale de l'inventaire des cavités souterraines et des désordres de surface a été réalisée. Il a été recensé sur la commune plusieurs effondrements de cavités.
Par ailleurs, le sol du territoire communal peut faire l'objet de mouvements de terrain liés à la sécheresse. Le phénomène de retrait-gonflement des argiles est la conséquence d'un changement d'humidité des sols argileux. Les argiles sont capables de fixer l'eau disponible mais aussi de la perdre en se rétractant en cas de sécheresse. Ce phénomène peut provoquer des dégâts très importants sur les constructions (fissures, déformations des ouvertures) pouvant rendre inhabitables certains locaux. Celui-ci a particulièrement affecté le Loiret après la canicule de l'été 2003. Une grande partie du territoire de la commune est soumise à un aléa « moyen » face à ce risque, selon l'échelle définie par le Bureau de recherches géologiques et minières (BRGM).
Depuis le 22 octobre 2010, la France dispose d’un nouveau zonage sismique divisant le territoire national en cinq zones de sismicité croissante. La commune, à l’instar de l’ensemble du département,  est concernée par un risque très faible.

## Enseignement
La commune est située dans l'académie d'Orléans-Tours.

## Politique et administration

### Découpage territorial

#### Bloc communal: Commune et intercommunalités
La paroisse et bourg de La Chapelle-sur-Aveyron acquiert le statut de municipalité avec le  décret du 12 novembre 1789 de l'Assemblée Nationale puis celui de « commune », au sens de l'administration territoriale actuelle, par le décret de la Convention nationale du 10 brumaire an II (31 octobre 1793). Il faut toutefois attendre la loi du 5 avril 1884 sur l'organisation municipale pour qu'un régime juridique uniforme soit défini pour toutes les communes de France, point de départ de l’affirmation progressive des communes face au pouvoir central.
Aucun événement de restructuration majeure du territoire, de type suppression, cession ou réception de territoire, n'a affecté la commune depuis sa création.

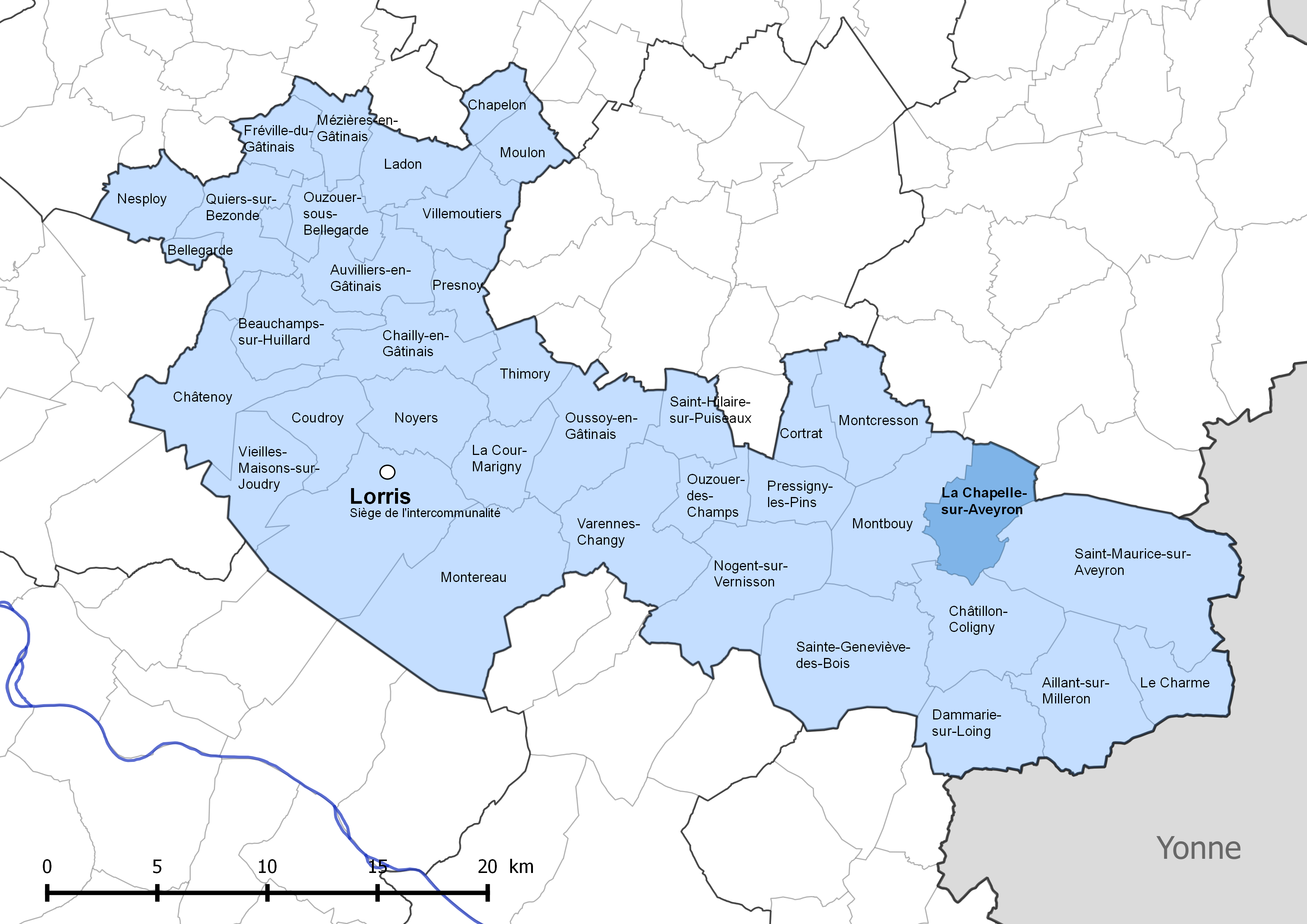
Localisation de la commune de La Chapelle-sur-Aveyron dans la communauté de communes Canaux et forêts en Gâtinais.

La communauté des Quatre-Rivières ou district urbain de Châtillon-Coligny, créé le 6 juillet 1965,  est transformée en communauté de communes de Châtillon-Coligny par arrêté préfectoral du 26 décembre 2001. La Chapelle-sur-Aveyron fait alors partie des douze communes qui composent cette nouvelle intercommunalité. La commune appartient à d'autres établissements publics de coopération intercommunale, de type syndicats ou autres regroupements intercommunaux. Le découpage territorial de ces structures est en constante évolution dans une perspective de rationalisation et d'efficience des services.
Afin de renforcer et réduire le nombre d'intercommunalités en France, la loi du 7 août 2015 portant nouvelle organisation territoriale de la République (dite loi NOTRe) fait passer le seuil démographique minimal de 5 000 à 15 000 habitants pour constituer une intercommunalité, sauf exceptions. Le schéma départemental de coopération intercommunale du Loiret est arrêté sur ces bases le 30 mars 2016 et le nombre d'établissements publics de coopération intercommunale à fiscalité propre passe dans le département du Loiret de 28 (2 communautés d'agglomération et 26 communautés de communes) à 16 (deux communautés d'agglomération et 14 communautés de communes dont une interdépartementale). Les communautés de communes du canton de Lorris et canton de Châtillon-Coligny et du Bellegardois fusionnent ainsi à compter du 1er janvier 2017 en une seule entité : la communauté de communes Canaux et forêts en Gâtinais, dont le siège est à Lorris. Cette nouvelle intercommunalité comprend 38 communes dont  La Chapelle-sur-Aveyron.

#### Circonscriptions de rattachement
Sous l'Ancien Régime, à la veille des États généraux de 1789, la paroisse de La Chapelle-sur-Aveyron était rattachée sur le plan ecclésiastique de l'ancien diocèse de Sens et sur le plan judiciaire au bailliage de Montargis.
La loi du 22 décembre 1789 divise le pays en 83 départements découpés chacun en six à neuf districts eux-mêmes découpés en cantons regroupant des communes. Les districts, tout comme les départements, sont le siège d’une administration d’État et constituent à ce titre des circonscriptions administratives. La commune de La Chapelle-sur-Aveyron est alors incluse dans le canton de Nogen-sur-Vernisson, le district de Montargis et le département du Loiret.
La recherche d’un équilibre entre la volonté d’organiser une administration dont les cadres permettent l’exécution et le contrôle des lois d’une part, et la volonté d’accorder une certaine autonomie aux collectivités de base (paroisses, bourgs, villes) d’autre part, s’étale de 1789 à 1838. Les découpages territoriaux évoluent ensuite au gré des réformes visant à décentraliser ou recentraliser l'action de l'État. La régionalisation fonctionnelle des services de l'État (1945-1971) aboutit à la création de régions. L'acte I de la décentralisation de 1982-1983 constitue une étape importante en donnant l'autonomie aux collectivités territoriales, régions, départements et communes. L'acte II intervient en 2003-2006, puis l'acte III en 2012-2015.
Le tableau suivant présente les rattachements, au niveau infra-départemental, de la commune de La Chapelle-sur-Aveyron aux différentes circonscriptions administratives et électorales ainsi que l'historique de l'évolution de leurs territoires.
| Circonscription             | Nom                 | Période   | Type                         | Évolution du découpage territorial |
| --------------------------- | ------------------- | --------- | ---------------------------- | --- |
| District                    | Montargis           | 1790-1795 | Administrative               | La commune est rattachée au district de Montargis de 1790 à 1795,. La Constitution du 5 fructidor an III, appliquée à partir de vendémiaire an IV (1795) supprime les districts, rouages administratifs liés à la Terreur, mais maintient les cantons qui acquièrent dès lors plus d'importance. |
| Canton                      | Nogen-sur-Vernisson | 1790-1801 | Administrative et électorale | Le 10 février 1790, la municipalité de La Chapelle-sur-Aveyron est rattachée au canton de Nogen sur Vernisson. Les cantons acquièrent une fonction administrative avec la disparition des districts en 1795. |
| Canton                      | Châtillon-sur-Loing | 1801-2015 | Administrative et électorale | Sous le Consulat, un redécoupage territorial visant à réduire le nombre de justices de paix ramène le nombre de cantons dans le Loiret de 59 à 31. La Chapelle-sur-Aveyron est alors rattachée par arrêté du 9 vendémiaire an X (30 septembre 1801) au canton de Châtillon-sur-Loing,. |
| Canton                      | Lorris              | 2015-     | Électorale                   | La loi du 17 mai 2013 et ses décrets d'application publiés en février et mars 2014 introduisent un nouveau découpage territorial pour les élections départementales. La commune est alors rattachée au nouveau canton de Lorris. Depuis cette réforme, plus aucun service de l'État n'exerce sa compétence sur un territoire s'appuyant sur le nouveau découpage cantonal. Le canton a disparu en tant que circonscription administrative de l'État ; il est désormais uniquement une circonscription électorale dédiée à l'élection d'un binôme de conseillers départementaux siégeant au conseil départemental. |
| Arrondissement              | Montargis           | 1801-     | Administrative               | La Chapelle-sur-Aveyron est rattachée à l'arrondissement de Montargis depuis sa création en 1801,. |
| Circonscription législative | 4e circonscription  | 2010-     | Électorale                   | Lors du découpage législatif de 1986, le nombre de circonscriptions législatives passe dans le Loiret de 4 à 5. Un nouveau redécoupage intervient en 2010 avec la loi du 23 février 2010. En attribuant un siège de député « par tranche » de 125 000 habitants, le nombre de circonscriptions par département varie désormais de 1 à 21,. Dans le Loiret, le nombre de circonscriptions passe de cinq à six. La réforme n'affecte pas La Chapelle-sur-Aveyron qui reste rattachée à la quatrième circonscription.                                                                                                |

#### Collectivités de rattachement
La commune de La Chapelle-sur-Aveyron est rattachée au département du Loiret et à la région Centre-Val de Loire, à la fois circonscriptions administratives de l'État et collectivités territoriales.

### Politique et administration municipales

#### Conseil municipal et maire
Depuis les élections municipales de 2014, le conseil municipal  de La Chapelle-sur-Aveyron, commune de moins de 1 000 habitants, est élu au scrutin majoritaire plurinominal à deux tours, les électeurs pouvant modifier les listes, panacher, ajouter ou supprimer des candidats sans que le vote soit nul,  pour un mandat de six ans renouvelable. Il est composé de 15 membres. L'exécutif communal est constitué par le maire, élu par le conseil municipal parmi ses membres, pour un mandat de six ans, c'est-à-dire pour la durée du mandat du conseil.
| Période                                  | Période  | Identité              | Étiquette | Qualité                                                          |
| ---------------------------------------- | -------- | --------------------- | --------- | ---------------------------------------------------------------- |
| ?                                        | ?        | Christian Chevallier  | DVD       | Conseiller départemental Vice-Président du Conseil départemental |
| mars 2008                                | mai 2020 | Alain Grandpierre     | DVD       | Retraité agricole, conseiller départemental                      |
| mai 2020                                 | En cours | Christian Chevallier, |           | Contremaître, agent de maîtrise                                  |
| Les données manquantes sont à compléter. |          |                       |           |                                                                  |

La mairie est ouverte trois après-midis par semaine.

## Équipements et services

### Environnement

#### Gestion des déchets
En  2016, la commune est membre du syndicat mixte de collecte et de traitement des ordures ménagères des cantons de Gien, Châtillon Coligny, Briare et Châtillon-sur-Loire (SMICTOM). Celui-ci assure la collecte et le traitement des ordures ménagères résiduelles, des emballages ménagers recyclables  et des encombrants en porte à porte et du verre en points d’apport volontaire. Un réseau de sept déchèteries accueille les encombrants et autres déchets spécifiques (déchets verts, déchets dangereux, gravats, ferraille, cartons…). La déchèterie la plus proche est située sur la commune de Sainte-Geneviève-des-Bois,. L'élimination et la valorisation énergétique des déchets ménagers et de ceux issus de la collecte sélective sont effectuées par le SYCTOM de Gien-Châteauneuf-sur-Loire qui comprend un centre de transfert de déchets ménagers et un centre de stockage de déchets ultimes (CSDU) de classe II à Saint-Aignan-des-Gués ainsi qu'une usine d’incinération des ordures ménagères à Gien-Arrabloy
Depuis le 1er janvier 2017, la « gestion des déchets ménagers » ne fait plus partie des compétences de la commune mais est une compétence obligatoire de la communauté de communes Canaux et Forêts en Gâtinais en application de la loi NOTRe du 7 août 2015.

#### Production et distribution d'eau
Le service public d’eau potable est une compétence obligatoire des communes depuis l’adoption de la loi du 30 décembre 2006 sur l’eau et les milieux aquatiques. Au 31 décembre 2016, la production et la distribution de l'eau potable sur le territoire communal sont assurées par le syndicat intercommunal d'alimentation en eau potable de La Nivelle, un syndicat créé en 1959 desservant deux communes : La Chapelle-sur-Aveyron et Montbouy, la commune elle-même.
La loi NOTRe du 7 août 2015 prévoit que le transfert des compétences « eau et assainissement » vers les communautés de communes sera obligatoire à compter du 1er janvier 2020. Le transfert d’une compétence entraîne  de  facto la mise à disposition gratuite de plein droit des biens, équipements et services publics utilisés, à la date du transfert, pour l'exercice de ces compétences et la substitution de la communauté dans les droits et obligations des communes,.

#### Assainissement
La compétence assainissement, qui recouvre obligatoirement la collecte, le transport et l’épuration des eaux usées, l’élimination des boues produites, ainsi que le contrôle des raccordements aux réseaux publics de collecte, est assurée  par la commune elle-même.
La commune est raccordée à une station d'épuration située sur le territoire communal, mise en service le 1er janvier 2001 et dont la capacité nominale de traitement est de  450 EH, soit 68 m3/jour. Cet équipement utilise un procédé d'épuration de type filtre à sable. Son exploitation est assurée en 2017 par La Chapelle-sur-Aveyron,.
L’assainissement non collectif (ANC) désigne les installations individuelles de traitement des eaux domestiques qui ne sont pas desservies par un réseau public de collecte des eaux usées et qui doivent en conséquence traiter elles-mêmes leurs eaux usées avant de les rejeter dans le milieu naturel. La communauté de communes de Châtillon-Coligny a créé, par délégation de ses communes adhérentes, le 31 décembre 2005 le service public d'assainissement non collectif (SPANC). Celui-ci a pour mission de contrôler les installations neuves et existantes, la mise en place d’un service de vidange et la réhabilitation des installations,. Depuis le 1er janvier 2017, c'est la communauté de communes Canaux et Forêts en Gâtinais, issue de la fusion de la communauté de communes du canton de Lorris, de la communauté de communes de Châtillon-Coligny et de la communauté de communes du Bellegardois, qui assure, par substitution, le SPANC.

## Population et société

### Démographie
L'évolution du nombre d'habitants est connue à travers les recensements de la population effectués dans la commune depuis 1793. Pour les communes de moins de 10 000 habitants, une enquête de recensement portant sur toute la population est réalisée tous les cinq ans, les populations de référence des années intermédiaires étant quant à elles estimées par interpolation ou extrapolation. Pour la commune, le premier recensement exhaustif entrant dans le cadre du nouveau dispositif a été réalisé en 2007.
En 2022, la commune comptait 623 habitants, en évolution de −4,01 % par rapport à 2016 (Loiret : +1,89 %, France hors Mayotte : +2,11 %).
| 1793 | 1800 | 1806 | 1821 | 1831 | 1836 | 1841 | 1846 | 1851 |
| ---- | ---- | ---- | ---- | ---- | ---- | ---- | ---- | ---- |
| 550  | 552  | 492  | 533  | 567  | 561  | 572  | 638  | 700  |

| 1856 | 1861 | 1866 | 1872 | 1876 | 1881 | 1886 | 1891 | 1896 |
| ---- | ---- | ---- | ---- | ---- | ---- | ---- | ---- | ---- |
| 733  | 720  | 706  | 723  | 681  | 658  | 660  | 661  | 666  |

| 1901 | 1906 | 1911 | 1921 | 1926 | 1931 | 1936 | 1946 | 1954 |
| ---- | ---- | ---- | ---- | ---- | ---- | ---- | ---- | ---- |
| 636  | 654  | 646  | 615  | 598  | 601  | 589  | 582  | 529  |

| 1962 | 1968 | 1975 | 1982 | 1990 | 1999 | 2006 | 2007 | 2012 |
| ---- | ---- | ---- | ---- | ---- | ---- | ---- | ---- | ---- |
| 423  | 377  | 329  | 323  | 361  | 392  | 471  | 482  | 619  |

| 2017 | 2022 | - | - | - | - | - | - | - |
| ---- | ---- | - | - | - | - | - | - | - |
| 636  | 623  | - | - | - | - | - | - | - |

## Culture locale et patrimoine

### Lieux et monuments
- Le lavoir communal, situé au bord de l'Aveyron à l'entrée du bourg sur la route de Château-Renard (route départementale 37), date du XIXe siècle. Récemment restauré, on peut y voir les poutres de guidage du mécanisme qui permettait de lever ou baisser, suivant le niveau de la rivière, le tablier sur lequel les lavandières s'agenouillaient. Le lavoir est listé à l'Inventaire général du patrimoine culturel[103],[104].
- L'église Saint-Loup-et-Saint-Roch, connu sous le vocable de Notre-Dame jusque vers 1700, a été construite à la fin du XIe siècle. Au début du XIIIe siècle, le chœur est ajouté. Partiellement détruite en 1421 durant la guerre de Cent Ans, le portail date probablement de cette époque. De nouveau endommagée en 1576 durant la période des guerres de religion, le clocher est subséquemment reconstruit, avec une flèche polygonale sur une assise carrée. En 1855, elle voit des changements majeurs : construction des voûtes d'ogives du bas-côté, ouverture de baies dans le mur sud, réfection intégrale du voûtement de la nef. L'église est listée à l'Inventaire général du patrimoine culturel[105].
- Le château des Ballus est construit vers 1820 au cours de la Restauration. Les communs datent de la seconde moitié du XIXe siècle et sont listés à l'Inventaire général du patrimoine culturel[106].
- Le moulin de la Gravière, déjà existant sur une carte de 1831, a été reconstruit dans la seconde moitié du XIXe siècle. L'étable est listée à l'Inventaire général du patrimoine culturel[107].
- La ferme du Grand Leu, à l'écart de la route de Saint-Maurice et dominant l'Aveyron du haut des 20 mètres du coteau nord de la vallée, est antérieure au XIXe siècle. Le colombier, le four à pain commun et l'étable, sont listés à l'Inventaire général du patrimoine culturel[108].
- La ferme de Rougy, le long de l'Aveyron sur la route de Saint-Maurice, a vu sa maison d'habitation reconstruite après 1831. La grange, l'étable, un hangar et le poulailler datent du XVIIIe siècle et sont listés à l'Invent*/ aire général du patrimoine culturel[109].
- La Tuilerie, sur le chemin des Bois Cornus, est constituée de ruines d'anciens fours à tuiles et à briques, et d'un ancien four à chaux. Ces bâtiments sont situés le long du ru Simon, et contre le flanc nord (en calcaire) de la vallée du ru Simon. Les foyers des fours sont la seule partie de l'édifice encore debout. Utilisé longtemps comme décharge, le site de la Tuilerie a été entièrement nettoyé par le propriétaire et son fils qui reconstruisent l'*/ un des fours à l'ancienne pendant leur temps libre.

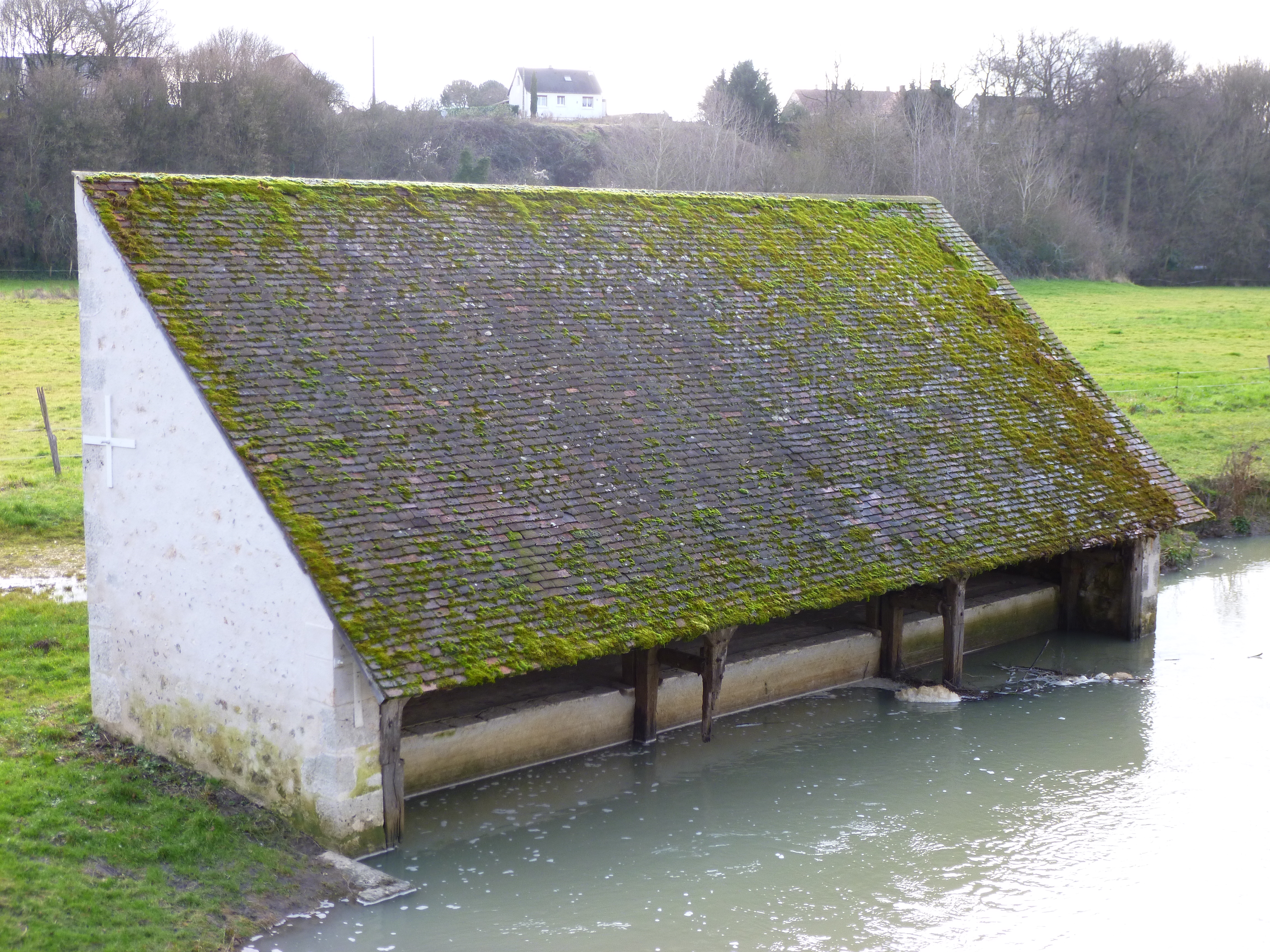
Le lavoir communal.
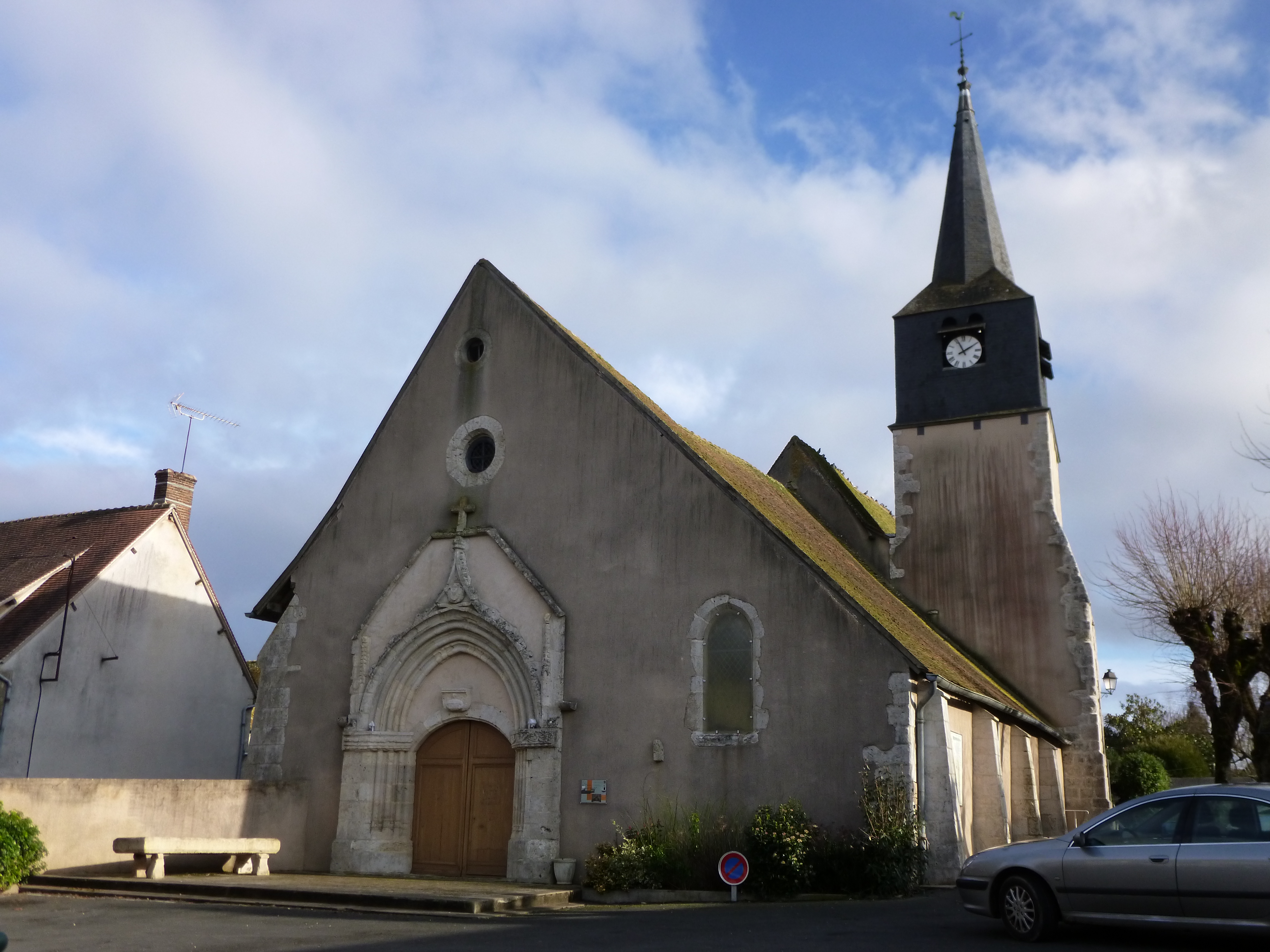
Église Saint-Loup et Saint-Roch.
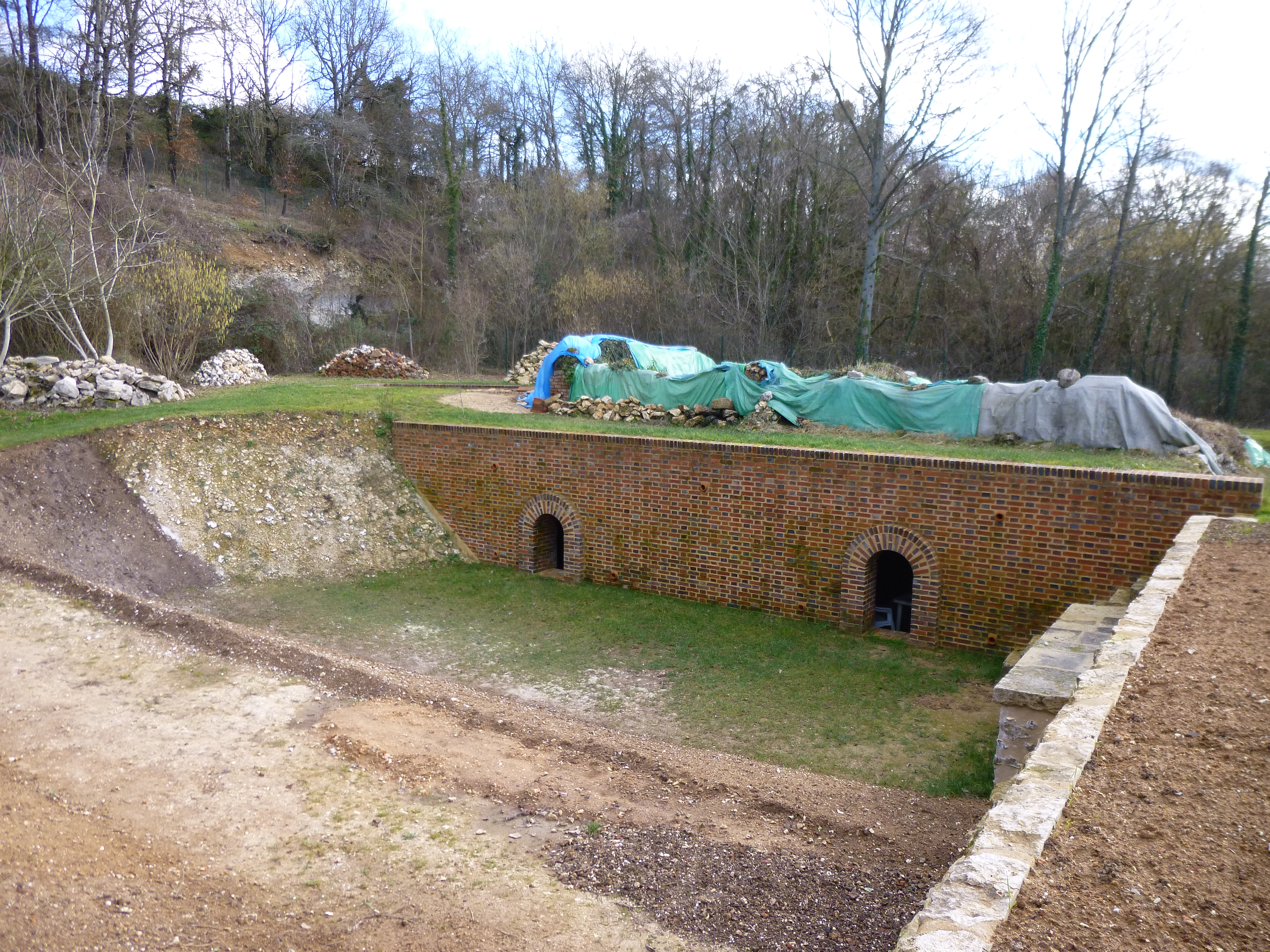
Les foyers des fours à tuiles et à briques de la Tuilerie.
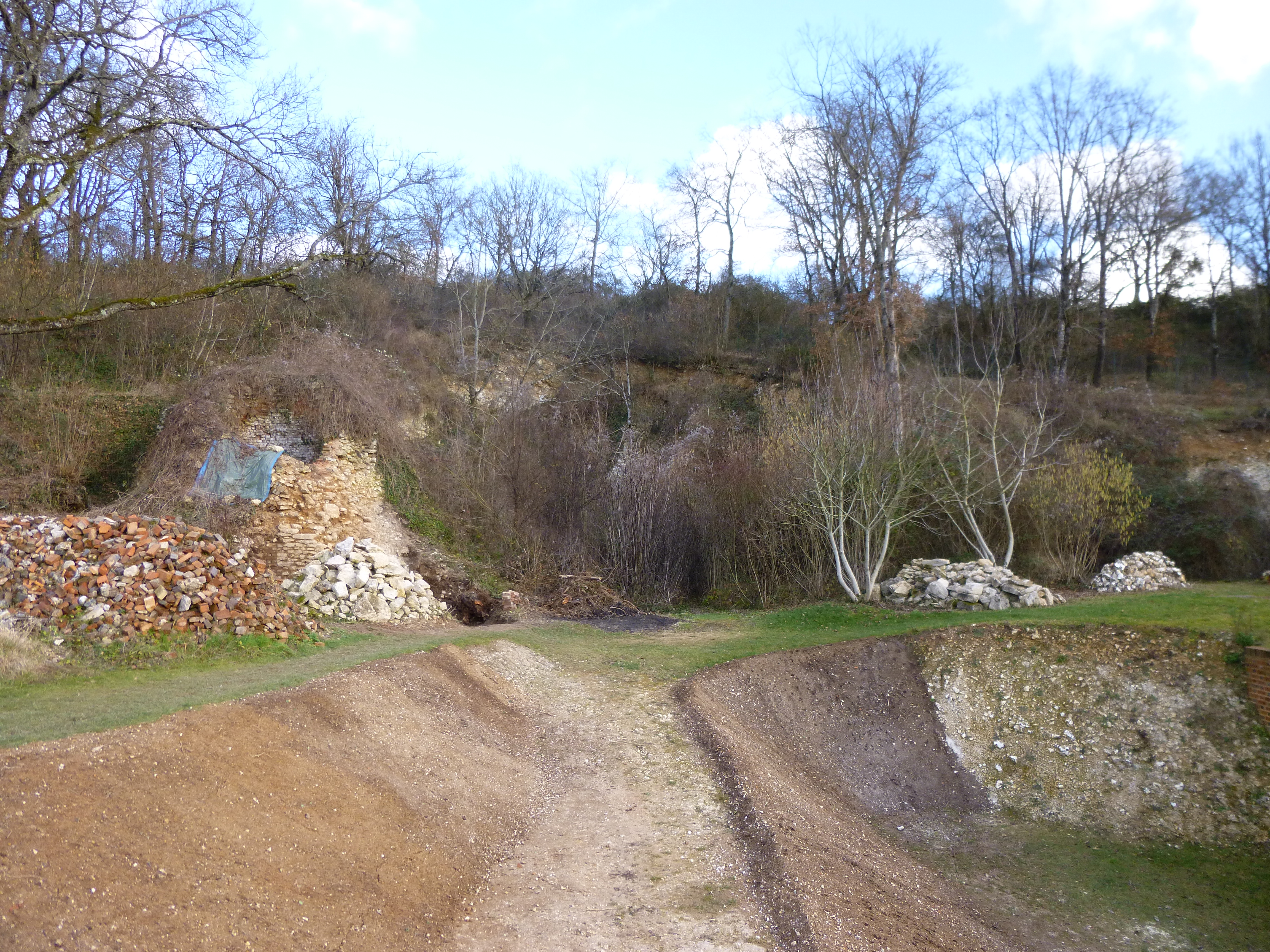
Four à chaux à la Tuilerie.